# Млини (Лютенська сільська громада)
Млини́ — село в Україні, Миргородському районі Полтавської області. Населення становить 148 осіб. Входить до складу Лютенської сільської громади.
Після ліквідації Гадяцького району у липні 2020 року увійшло до Миргородського району.

## Географія
Село Млини розташоване на лівому березі річки Псел, нижче за течією на відстані 4.5 км розташоване село Лютенька, на протилежному березі — село Лисівка.
Річка у цьому місці звивиста, утворює лимани, стариці та заболочені озера.
Село оточене великим сосновим лісовим масивом.

## Історія
- 1690 рік перша документальна згадка. Малороссийский родословник. Том 1 Модзалевский Вадим Львович Бороховичи
- Входило у склад Лютенської сотні
- Належало родині Бороховичів
- Належало родині Рощаковських Володіння Рощаковських у Гадяцькому повіті

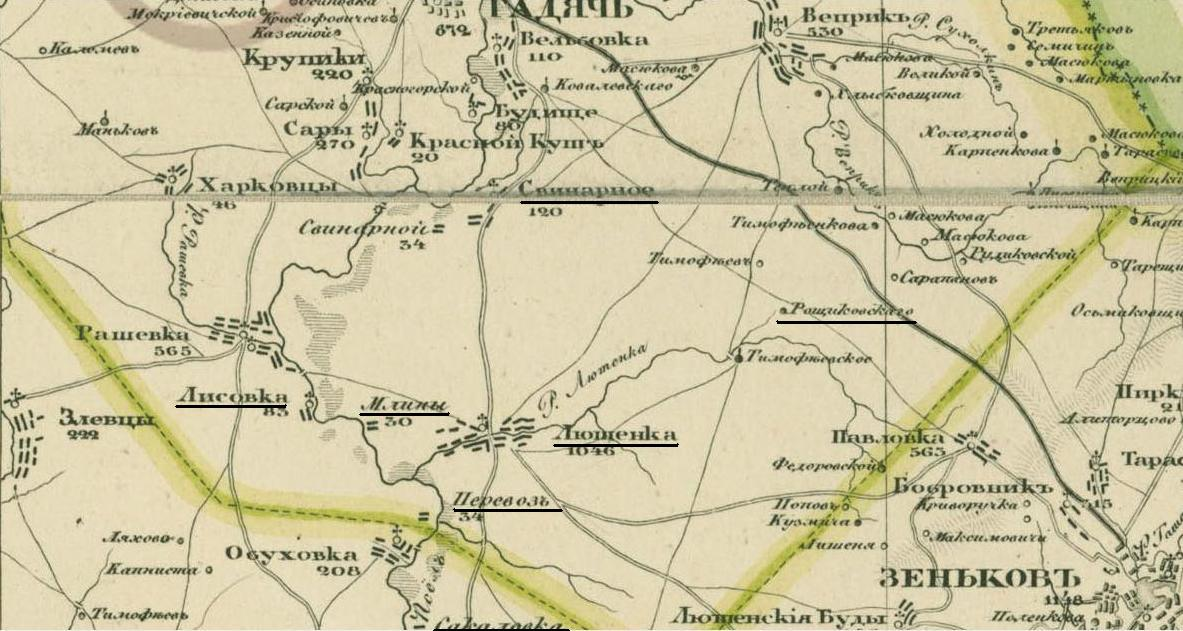
Володіння Рощаковських у Гадяцькому повіті

- 1780 засноване як село Лютенські Млини.
- 1920 перейменовано на Млини.
- Село постраждало внаслідок геноциду українського народу, проведеного окупаційним урядом СССР 1923—1933 та 1946–1947 роках.
- До 2020 року орган місцевого самоврядування — Лисівська сільська рада.

## Відомі люди
Заливчий Андрій Іванович (14 жовтня (26 жовтня) 1892 — 13 грудня 1918) — український політичний діяч і письменник.